# 에노에타 경기장
에노에타 경기장은 32,000명을 수용할 수 있는 규모를 가지고 있으며, 현재 레알 소시에다드(Real Sociedad)의 홈구장으로 사용되고 있다.